# Palavra e Utopia
Palavra e Utopia (portugiesisch für: Wort und Utopie, internationaler Titel: Word and Utopia) ist ein Filmdrama des portugiesischen Regisseurs Manoel de Oliveira aus dem Jahr 2000.
Es erschien zum 500. Jahrestag der Ankunft Pedro Álvares Cabrals in Brasilien. Es ist eine Filmbiografie über den portugiesischen Geistlichen António Vieira (1608–1697), der auch als Diplomat und Denker wirkte und vor allem durch seine Kritik an kolonialen Missständen und Sklaverei und seine Konflikte mit der Kirche bekannt wurde. Durch seine Schriften und seinen Schreibstil hatte er auch einigen Einfluss auf die portugiesische Literatur und prägte dort vor allem die Zeit des Barock, als dessen wichtigster literarischer Vertreter Portugals er gilt.

## Handlung
Pater António Vieira wird 1663 vor das Inquisitionsgericht nach Coimbra gerufen. Geschwächt durch die höfischen Intrigen und andere politische und persönliche Unglücke, hat er seinen Rang als berühmter jesuitischer Prediger und Intimfreund des verstorbenen Königs D. João IV weitgehend eingebüßt.
Vor den Richtern geht er sein bisheriges Leben durch, beginnend mit seiner Jugend in Brasilien und seiner Zeit als Novize in Bahia, sein Interesse an und Einsatz für die indigenen Völker Brasiliens und seine ersten Erfolge als Prediger.
Dem folgenden Redeverbot durch die Inquisition entflieht Vieira nach Rom, wo er ein enormes Ansehen gewinnt, Vertrauter und Beichtvater der hier im Exil lebenden Königin Christina von Schweden wird und vom Papst wieder Amt und Würde zurückerhält.
Das Heimweh treibt ihn dann von Rom zurück nach Portugal. Doch die abweisende Haltung des neuen Regenten D. Pedro II. bringt ihn dazu, weiter nach Brasilien zu gehen, wo er schließlich seine letzten Tage verbringt.

## Produktion und Rezeption
Der Film wurde in Salvador (Bahia), London, Paris und Rom gedreht und von den Filmproduktionsgesellschaften Madragoa Filmes (Portugal), Gemini Films (Frankreich), Plateau Produções (Brasilien) und Wanda Films (Spanien) und dem öffentlich-rechtlichen portugiesischen Fernsehsender RTP produziert, mit finanzieller Unterstützung durch die Filmförderungsanstalten ICAM (heute ICA, Portugal), CNC (Frankreich), Eurimages (Europa) und Ibermedia (Spanien/Portugal), zudem beteiligten sich das portugiesische Komitee zur Begehung des Jubiläums der portugiesischen Entdeckungen, das brasilianische Kulturministerium, die brasilianische Bundesregierung und der französische Fernsehsender Canal+.
Seine Premiere feierte der Film am 1. September 2000 im Wettbewerb beim 57. Filmfestival von Venedig. Er lief danach auf weiteren Filmfestivals, darunter das Buenos Aires Internationales Festival des Independent-Films und die Mostra Internacional de Cinema de São Paulo. In Portugal startete er, nach einer Vorpremiere am 12. November 2000 im Lissabonner Tivoli, am 17. November 2000 im Kino, wo er mit 23.500 Zuschauern vergleichsweise erfolgreich war. Am 17. Januar 2001 kam er in die französischen und am 21. März 2003 in die spanischen Kinos.
Die Kritik lobte den Film für seine teils ungewöhnlichen Einstellungen und die Darstellerleistungen von Luís Miguel Cintra und Lima Duarte als Pater Vieira. Auch zeigt der Film viele sehr lange Einstellungen, die den Worten Vieiras besondere Aufmerksamkeit ermöglichen. In Venedig war das Werk 2000 für einen Goldenen Löwen nominiert und wurde mit einem Kritikerpreis ausgezeichnet, in Portugal gewann Oliveira mit dem Film bei den Globos de Ouro 2001 den Preis für die beste Filmregie.
Palavra e Utopia erschien in Portugal zunächst als VHS-Kassette bei Atalanta Filmes und 2003 dann als DVD bei Lusomundo (heute Teil des Medienunternehmens NOS), und 2008 dort nochmal in einer DVD-Box als Teil einer Werkschau zum hundertjährigen Geburtstag de Oliveiras.